# Fujitsu TDS
Die Fujitsu TDS GmbH (vormals TDS Informationstechnologie AG, ursprünglich tele-daten-service GmbH) mit Hauptsitz in Neckarsulm war ein IT-Dienstleister.

## Geschichte
Das ursprünglich als tele-daten-service GmbH firmierende Unternehmen wurde 1975 von Günter Steffen in Neckarsulm gegründet. Seitdem betrieb die TDS in eigenen Rechenzentren IT-Lösungen und -Anwendungen für ihre Kunden. Das Portfolio wurde im Laufe der Jahre erweitert – so bat das Unternehmen beispielsweise seit 1985 den Betrieb von SAP-Anwendungen an. 1997 bis 1999 wurde als Hauptsitz des Unternehmens der TDS-Büroturm im Neckarsulmer Gewerbegebiet Trendpark erbaut. 
Anfang 2007 erwarb Fujitsu Services, der europäische IT-Dienstleistungsarm der japanischen Fujitsu-Gruppe, die Aktienmehrheit an der TDS.
Im April 2013 gab das Unternehmen bekannt, dass der Geschäftsbereich HR Services & Solutions an die Aurelius mit Sitz in München verkauft wird.
Anfang 2014 erfolgte dann durch den Börsenabgang die Umfirmierung in die Fujitsu TDS GmbH.
Seit November 2014 tritt das Unternehmen unter der Marke des Mutterkonzerns Fujitsu auf.
Im April 2022 ging das Unternehmen vollständig in Fujitsu auf.